# Berliner Gesellschaft für Neue Musik
Die Berliner Gesellschaft für Neue Musik e. V. (BGNM) ist ein Forum für produktions- und rezeptionsästhetische sowie kulturpolitische Fragen, die die Neue Musik betreffen. Durch Gesprächskonzerte, Festivals, Ausstellungen setzt die BGNM sich für den Dialog um die zeitgenössische Musik in Berlin ein.
Die BGNM ist eine lokale Sektion der Gesellschaft für Neue Musik e. V., die wiederum die deutsche Sektion der Internationalen Gesellschaft für Neue Musik ist.

## Geschichte
Die BGNM wurde im November 1990 gegründet. Nach dem Mauerfall und der Wiedervereinigung strebte sie zunächst  an, dem Austausch von Musikschaffenden aus Ost- und West-Berlin einen Rahmen zu geben. Auf die Phase der inhaltlichen Selbstdefinition folgten ab April 1991 regelmäßige Zusammenkünfte, in denen Komponisten ihre Arbeiten präsentierten und Diskussionsrunden stattfanden. Außerdem begann sie, in Kooperation mit anderen Veranstaltern und Ensembles Festivals zu organisieren.
Der Vorstand besteht aus Ralf Hoyer (1. Vorsitzender), Katharina Hanstedt (2. Vorsitzende), Markus Bongartz (3. Vorsitzender) und Florian Nadvornik (Schatzmeister).

## Veranstaltungen
Das erste Festival wurde 1991 unter dem Motto Musik zur Zeit – in Berlin in den Räumen der Akademie der Künste, dem Centre Culturel Français und dem Haus der Ungarischen Kultur ausgerichtet. 1992 organisierte die BGNM-Kommission Sprache und Musik das Festival SprachTonArt im Palais Podewils in Kooperation mit dem Literarischen Colloquium Berlin. 1994 folgte das Festival mit dem Thema Irrton, ein Festival virtueller Irritationen. Das Festival Musik und Licht (1996) wurde von  Installationen im Palais Podewils, in der Parochialkirche und im Kunst- und Auktionshaus Sanssouci begleitet. Neben Installationen und Konzerten bereicherte eine eigens konzipierte Filmreihe das 1998 veranstaltete Festival unter dem Schlagwort minimalisms.
Ende November 2007 veranstaltete die BGNM  ein Festival zum Thema Feedback, in dem u. a. Fragen wie die nach den Möglichkeiten des Biofeedbacks in der Musik gestellt wurden.
Ende der 1990er Jahre wurde der Jour fixe eingeführt, zu dem einmal im Monat Künstler eingeladen werden, um ihre aktuellen Projekte vorzustellen.

## Jahrbücher
Seit 1997 werden die Ergebnisse des Jour fixe durch die Herausgabe von themenspezifischen Jahrbüchern (Musik im Dialog) dokumentiert:
- Metzger, Christoph/Sanio, Sabine (Hg.): Musik im Dialog [Jahrbuch der Berliner Gesellschaft für Neue Musik 1997, Beiträge zeitgenössischer Theoretiker aus Philosophie, Kunst und Musik], Saarbrücken 1998
- Metzger, Christoph/Hoyer, Ralf (Hg.): Musik im Dialog II [Jahrbuch der Berliner Gesellschaft für Neue Musik 1998, Beiträge zu den Jours fixes der BGNM], Saarbrücken 1999
- Sanio, Sabine/Wackernagel, Bettina/Ravenna, Jutta (Hg.): Musik im Dialog III. Klangkunst – Musiktheater [Jahrbuch der Berliner Gesellschaft für Neue Musik 1999], Saarbrücken 2000
- Gerlach, Julia/Metzger, Christoph/Pfrengle, Roland/Thoraus, Christian (Hg.): Musik im Dialog IV. institutionell & andernorts [Jahrbuch der Berliner Gesellschaft für Neue Musik 2000/2001], Saarbrücken 2001
- Brüstle, Christa/Rebstock, Matthias/Schulze, Holger (Hg.): Musik im Dialog V. musik – politik [Jahrbuch der Berliner Gesellschaft für Neue Musik 2002], Saarbrücken 2004
- Brüstle, Christa/Rebstock, Matthias (Hg.): Musik im Dialog VI. reflexzonen / migration [Jahrbuch der Berliner Gesellschaft für Neue Musik 2003/2004], Saarbrücken 2006

## Andere Publikationen
- Sanio, Sabine (Hg.): SprachTonArt [Festival für Sprache und Musik, 24.–27. September 1992. Berliner Gesellschaft für Neue Musik in Zusammenarbeit mit Podewil und dem Literarischen Colloquium Berlin], Berlin 1992
- Sanio, Sabine (Hg.): Irrton [Festival virtueller Irritation, 4.–8. Mai 1994. Berliner Gesellschaft für Neue Musik in Zusammenarbeit mit dem Podewil], Saarbrücken 1998
- Sanio, Sabine (Hg.): Minimalisms: Rezeptionsformen der 90er Jahre [Festival der Berliner Gesellschaft für Neue Musik 1998], Ostfildern 1998